# Studiestræde (København)
Studiestræde er en gade i "Pisserenden" i Indre By, København, som strækker sig over ca. 600 m. fra Bispetorvet i øst mod sydøst til Axeltorv. Den rummer bl.a. spillestedet Pumpehuset samt en række mindre butikker, caféer og barer. 

## Navnet
Gaden hed oprindeligt Rådhusstræde, idet bygningen på hjørnet af Nørregade, der i dag fungerer som bispegård, engang var Københavns andet rådhus. Universitetets daværende rektor røg imidlertid uklar med byrådet, og universitetets folk blev smidt ud. Kong Hans fik dog et forlig i hus, hvorved et tredje rådhus blev rejst på Gammeltorv omkring 1475, mod at universitetet overtog det tidligere rådhus i Nørregade. Rådhusstrædes navn ændredes nu til Gammel Rådhusstræde. Bispegården, der blev overdraget til universitetet i 1479, blev derefter kaldt Studiegården; og det smittede over på gaden, så navnet Studiestræde i 1520'erne ses som det gældende.

## Brandene
Den store brand 20. oktober 1728 udbrød i et lille hus ved den nuværende Rådhusplads, men nåede i løbet af et par timer Studiestræde.  Efter bybranden i 1795 var Studiestræde helt nedbrændt; og under Københavns bombardement blev gaden igen hårdt rammet. 

## Beboerne
Studiestræde har haft flere prominente indbyggere gennem tiderne. I nr. 31 boede Christian Sørensen, der opfandt verdens første typografiske sættemaskine, og i professorgården i nr. 6 havde H.C. Ørsted sit kemiske laboratorium fra 1823, samt embedsbolig på 1. og 2.sal. Her boede han til sin død i 1851, og holdt med sin kone Birgitte gæstfrit hus for guldalderens elite, deriblandt H.C. Andersen. En anden professorresidens ud mod Sankt Peders Stræde fik han og kemiprofessor Zeise inddraget til universitets naturvidenskabelige del med et lille gasværk og ti arbejdspladser i remisen og stalden. Studenterne måtte ikke benytte porten i Studiestræde, og nøglen lå i Ørsteds skrivepult. Først efter at byens første elektricitetsværk optog pladsen i porten ud mod Sankt Peders Stræde, blev indgangen fra Studiestræde nr. 6 åbnet for alle. I 1829 blev komplekset omgjort til Danmarks polytekniske læreanstalt. I 1890 flyttede læreanstalten til Sølvgade, medbringende H.C. Ørsteds bronzestatue fra baghaven. Universitetet brugte huset som sæde for kurator og kvæstur, samt portnerbolig og med almanaktrykkeriet i den forhenværende staldbygning. 
Danmarks første moderne frihedshelt, Jacob Jacobsen Dampe, boede i nr. 3 fra 1790. Endelig har Herman Bang boet i nr. 4. 
I kong Valdemars Jordebog fra 1377 var nr. 3 et grundmuret hus, domus lapidea, og ejeren hed Therbernus Gunnersen. I 1402 var ejeren Johanne Nicolai. Før 1457 blev ejendommen opdelt i en østlig og en vestlig grund. Den ene blev af klerk Tage Mortensen udlejet til bager Gerfwæn, et af to bagerier overfor Vor Frue kirke. I 1457 blev den solgt til borgmester Jep Clausen Godov. Han forærede stenhuset med grunden til Trinitatis alter i Vor Frue kirke i 1463. Inde i gården arbejdede bager Lydiche, i 1526 skomager Jens Jude, derefter skomager Jep Olsen. Hans enke overdrog i 1551 gården til dr. theol. Christian Morsing. Han var i 1610 stadig ejer, men senere overtog borgmester Christopher Mogensen og hustru Katrine. Efter parrets død tilfaldt ejendommen kong Christian 4. Han solgte den i 1611 til hofprædikant magister Erik Andersen. - Ejendommens anden del tilhørte efter reformationen Peder Palladius' enke, Kirstine Pedersdatter. 

## Københavns bombardement
I nr. 8 lå i 1807 fattighuset Noæ Ark, indrettet til familier. I baghuset alene holdt seksten fattige familier til. En grundplan viser ildstedernes placering inden de knap 25 kvadratmeter små lejligheder, der var lige små nok til, at man slap for tidens ejendomsskatter. Det nuværende forhus og det i 1960'erne nedrevne baghus var så tæt beboet, at der ved folketællingen i 1801 var 191 beboere i for- og baghuset sammenlagt. 
Under Københavns bombardement boede den niårige Thomas Overskou i Noæ Ark, da en bombe styrtede ned i forhuset, rev et fag vinduer ind til gården med sig og eksploderede: "De lysende bomber fløj i stødvis fart hvislende gennem luften. Blussende brandrør krydsede hverandre og susede ned på alle sider." Beboerne "tyede sammen i gangen under jamren, gråd og høje klageskrig." Først kl. 4 om morgenen aftog ilden, og henved kl. 8 var den ophørt.  I dag er der opsat en mindeplade om Thomas Overskou over midtervinduet på første sal. 